# Pablo Orbaiz Lesaka
Pablo Orbaiz Lesaka (nascut a Pamplona, Navarra, el 6 de febrer del 1979) és un exfutbolista navarrès que jugava com a migcampista. Va ser internacional amb la selecció espanyola.
Després de començar a Osasuna, va jugar 11 anys a la primera divisió amb l'Athletic Club, participant en 318 partits oficials i marcant 13 gols.

## Carrera de club

### Osasuna i Athletic
Nascut a Pamplona, Orbaiz va començar la seva carrera al club de la seva ciutat natal, el CA Osasuna,  jugant exclusivament a la Segona Divisió amb l'equip. Va contribuir amb 29 partits i un gol en la seva última temporada, la 1999-2000, quan els navarresos van tornar a la primera divisió després d'una absència de sis anys.
L'estiu del 2000, Orbaiz va fitxar pels veïns de l'Athletic Club, on va ser un element molt important al mig del camp des del principi; a la campanya 2004-05 va jugar 35 partits de lliga i va marcar tres gols, a més de vuit aparicions a la Copa de la UEFA. No obstant això, també va patir greus lesions de genoll les temporades 2002-03 i 2006-07.
A la temporada 2009-10, Orbaiz va continuar sent titular quan estava sa. No obstant això, durant un mes (febrer-març de 2010), va ser expulsat dues vegades per agressions perilloses, les quals van comportar dos partits de sanció: contra el Vila-real CF (derrota per 2-1) i a casa contra el Getafe CF (2-2, en aquest últim partit també va marcar el gol inicial).
Per a la següent campanya, Orbaiz va ser ascendit a capità de l'equip després que marxessin Joseba Etxeberria i Francisco Yeste.

### Carrera posterior
A finals d'agost de 2011, després d'una altra temporada d'ús regular per part de l'entrenador Joaquín Caparrós (26 partits, 1.675 minuts), quan l'Athletic es va classificar de nou per a l'Europa League, Orbaiz, de 32 anys, va ser cedit a l'Olympiacos FC de Grècia, unint-se a un grup de compatriotes a l'equip del Pireu, inclòs l'entrenador Ernesto Valverde. Va aconseguir el doblet nacional i va poder fer realitat la seva ambició de jugar a la Lliga de Campions de la UEFA, participant en quatre aparicions a la fase de grups.
Posteriorment, Orbaiz va ser acomiadat pel Bilbao, signant un contracte d'un any amb el FC Rubin Kazan i retrobant-se amb el seu compatriota i antic company d'equip de l'Olympiacos, Iván Marcano. Es va retirar el juny de 2015 als 36 anys, després d'una etapa amb el CD Valle de Egüés, un equip amateur.

## Carrera internacional
Orbaiz va debutar amb Espanya el 21 d'agost de 2002 en un partit homenatge al Ferenc Puskás contra Hongria, representant la nació en tres ocasions més. Anteriorment, va ajudar els sub-20 a guanyar el Campionat Mundial Juvenil de la FIFA de 1999.

## Palmarès
Athletic de Bilbao
- Subcampió de la Copa del Rei: 2008–09[20]

Olympiacos
- Superlliga Grècia: 2011–12[12]
- Copa de Grècia: 2011–12[12]

Espanya sub-20
- Campionat Mundial Juvenil de la FIFA: 1999[18]